# Atractides sturgeonensis
Atractides sturgeonensis är en kvalsterart som först beskrevs av Marshall 1927.  Atractides sturgeonensis ingår i släktet Atractides och familjen Hygrobatidae. Inga underarter finns listade.